# Велобол
Велобол — командная игра с мячом и велосипедами, как правило, колесом. Наиболее распространенным типом велобола является игра в зале между 2 командами из 2 игроков. Другие разновидности велобола различаются по количеству игроков в команде: 5 или 6 человек.

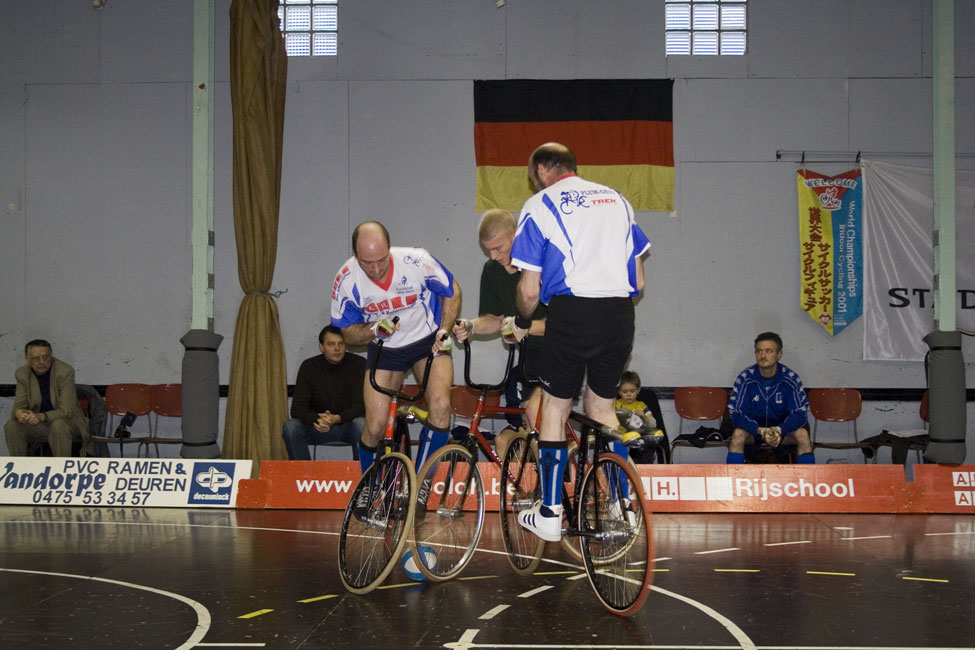
UCI Cycle Ball 2on1

## История развития
Игра зародилась в конце 19-го века в США, отцом игры считается известный в те времена велосипедист Ник Кауфман. По легенде, во время велопрогулки маленькая собачка бросалась на велосипед, и, чтобы избежать падения и травм на животном, Ник, поддев мопса передним колесом, отнёс его осторожно в сторону.
14 сентября 1883 года вместе с Джоном Фёрли на суд общественности Рочестера[что?], известные американские велосипедисты показали игру на велосипедах с мячом. В Америке этот вид спорта среди велосипедистов быстро стал популярным и вскоре пришёл в Европу.
Различают 3 вида велобола:
• 2 игрока в команде на игровом поле размером 11 × 14 м
• 5 игроков в команде на поле с размером гандбольной площадки
• 6 игроков в команде с футбольным мячом на открытом воздухе
По инициативе германского союза велосипедистов в 1930 году был проведён первый чемпионат мира (по 2 человека в команде). В настоящее время данный вид велобола является самым популярным.

## Технические характеристики
Площадка (поле) для игры имеет форму прямоугольника. На площадке за линиями ворот по всей ширине должна быть свободная дорожка шириной 50—100 см, предназначенная для поворотов и разъездов игроков. Размеры дорожки не входят в общий расчёт поля.
Вокруг всей площадки устанавливаются борты (щиты) высотой 30—33 см с уклоном до 60° внутрь поля. Ворота находятся точно посередине линии ворот. Они изготавливаются из деревянных или дюралевых штанг, соединённых между собой, и имеют внутренние габариты 2X2 м. Ворота по бокам, сверху и сзади обтягиваются верёвочной сеткой, причём вверху глубина ворот должна составлять 20 см, внизу — до 30 см.
На поле обозначается штрафная площадка — полукруг радиусом 2 м. Центр полукруга является центром ворот. На расстоянии двух метров от линии штрафной площадки обозначается второй полукруг, проходящий через отметку (центр), для выполнения штрафного удара (то есть в 4 м от центра ворот).
В центре поля имеется круг радиусом 2 м. Делаются также отметки во всех четырёх углах. Они находятся на расстоянии одного метра от продольных линий и двух метров от линии ворот. Отметки на углах необходимы для выполнения угловых и свободных ударов. Все линии на поле размечаются белой краской и имеют ширину 5 см. В центре поля и в центре штрафного удара белой краской обозначают точки диаметром до 5 см.
Мяч изготавливается из любого материала и имеет круглую форму диаметром 15—18 см. Внутри он заполнен любым мягким материалом или пробкой. Главное в мяче — его вес, который должен быть 500—600 граммов.
Игрок в велобол должен быть одет в велотрусы, велосипедную рубашку с короткими рукавами, борцовские или боксёрские ботинки или кеды, гетры.
Судейская коллегия имеет в своём составе: главного судью, двух судей у ворот, секретаря и хронометриста. Судейская коллегия проверяет правильность разметки поля, соответствие инвентаря и следит за выполнением участниками правил соревнований. Судьи у ворот, имея при себе флажки, помогают главному судье следить за игрой. Судьи у ворот не имеют права сами принимать каких-либо решений, они пользуются только правом совещательного голоса. Секретарь ведёт протоколы соревнований, а хронометрист — учёт времени
Время игры варьируется в зависимости от возраста: юношеский матч (11 — 17 лет) — 2 тайма по 5 минут, юниорский матч (до 19 лет) — 2 тайма по 6 минут и взрослый — 2 тайма по 7 минут.

### Правила
Цель игры — забить мяч в ворота противника, только передним или задним колесом или туловищем спортсмена, разрешается также играть головой. Можно атаковать игрока, имеющего мяч у переднего или заднего колеса велосипеда, только с той стороны, где находится мяч. Запрещаются умышленный наезд, толкание, задержка руками противника, опора о штангу ворот.
В начале игры проводится жеребьёвка. Команда, получившая жребий, имеет право на выбор ворот и начало игры. По истечении тайма, без перерыва на отдых, команды меняются воротами, и игру начинает другая команда.
В начале игры, после смены ворот и после каждого гола мяч устанавливают в центре поля. В начале игры и после смены ворот игроки стоят с велосипедами в руках на линии своих ворот с левой стороны. После свистка они садятся на велосипеды и начинают игру. Вторые игроки команды могут в это время находиться в любом месте поля, за исключением штрафной площадки противника. После каждого гола игроки обеих команд остаются на велосипедах, но забивший гол вправе снова коснуться мяча только в центральном круге.
Если мяч застрянет в велосипеде игрока, последний обязан немедленно освободить его любым способом, в том числе и рукой. Если игрок воспользуется этой ситуацией для задержки мяча, судья имеет право прервать игру и назначить против виновной команды свободный или 4-метровый удар.
Игра может быть прервана судьёй при следующих обстоятельствах: при нарушении правил, за которое полагается штраф, и если игрок получил серьёзную травму и по заключению врача не сможет продолжать игру в течение 10 мин. В этом случае команде, травмировавшей игрока, засчитывается поражение независимо от счета забитых и пропущенных голов. При повреждении одежды и обуви игрок поднимает руки, и игра временно прерывается. Потерянное время затем восстанавливается.
О начале и перерыве в игре судья оповещает игроков коротким свистком, а забитый гол фиксируется длинным свистком. При окончании тайма и всей встречи хронометрист даёт два длинных свистка.
В случае если игрок упал с велосипеда или же коснулся ногой пола площадки, он не имеет права касаться мяча и должен немедленно выехать за линию ворот двумя колёсами, но не через штрафную площадку.
Если игрок коснётся пола в момент, когда мяч находится вне игры, он может не возвращаться за линию ворот. Если игрок коснётся пола в штрафной площадке или упрётся телом или велосипедом в штангу ворот, он обязан немедленно заехать (или, если это удобно, бежать с велосипедом) за линию ворот, после чего, сидя на велосипеде, продолжать игру. Если упавший с велосипеда игрок умышленно задержался в таком положении на месте падения или коснулся в это время мяча с целью помешать противнику, такое действие считается нарушением правил. Если оно произошло на штрафной площадке, виновной стороне назначается 4-метровый штрафной удар. Если это произошло вне штрафной площадки, то назначается свободный удар.
На штрафной площадке может находиться один игрок — и только в том случае, если он коснулся колесом штрафной площадки. Если же мяч отлетел за пределы штрафной площадки, а нападающий остался на штрафной площадке противника без мяча, то это не является нарушением, но игрок обязан немедленно покинуть её. Наезжать на вратаря и толкать его запрещается.
При защите ворот игроку, находящемуся на собственной штрафной площадке, разрешается отбрасывать мяч колесом велосипеда, любой частью тела, в том числе руками, но при условии, если его велосипед в это время обоими колёсами находится на штрафной площадке. Если площадь соприкосновения переднего и заднего колеса находится вне штрафной площадки, а игрок коснётся мяча руками, то за это нарушение назначается 4-метровый штрафной удар.
Гол в собственные ворота засчитывается в пользу противника. Гол считается недействительным, если игрок, забивший гол, сразу же после удара коснётся поля ногой. Гол также не засчитывается, если мяч попал в сетку ворот после того, как коснулся защитника. После незачтённого гола мяч подаёт защитник ворот с правой отметки угла без свистка судьи.
В случае если не выявлен победитель, то командам даётся дополнительное время до 7 минут. Если за это время не будет достигнута победа одной из команд, то осуществляется пробитие 4-метровых пенальти.

### Наказания в игре
Когда мяч перелетит через борт площадки, судья назначает противной стороне свободный удар. Для выполнения свободного удара мяч устанавливают в 1 м от борта в том месте, где он вышел за пределы поля. Удар производит один игрок, а все остальные должны находиться не ближе 2 м от мяча.
При выполнении свободного удара за нарушение правил игры (за исключением нарушения в штрафной площадке) мяч подаётся по свистку судьи с того места, где произошло нарушение. Противник при этом должен находиться не ближе 4 м от мяча. При нарушении правил на собственной штрафной площадке противник получает право на 4-метровый штрафной удар. При таком ударе на штрафной площадке находится только защитник ворот, в то время как остальные игроки размещаются за отметкой штрафного удара. В это время защитник должен находиться обоими колёсами около линии ворот, то есть параллельно с ними, и может выйти из этого положения лишь тогда, когда мяч отбит, коснулся защитника или его велосипеда (штанги ворот). Если защитник нарушит правило, даётся право на выполнение повторного 4-метрового удара.
Если мяч подан игроком за линию собственных ворот или оттолкнулся от его велосипеда или тела, противник получает право на угловой удар. При выполнении углового удара нападающий подаёт мяч по свистку судьи. В это время на штрафной площадке находится только защитник ворот, а его напарник занимает место на противоположной половине поля. Въехать в свою половину он может только после проведения удара.
Нарушение правил защитником после штрафного удара или перед проведением углового удара даёт право на новый штрафной удар. 4-метровые штрафные удары и свободные удары назначаются при следующих нарушениях правил: а) видимый наезд на противника; б) схватывание или толкание противника руками, плечом или другой частью тела; в) различные выкрики или громкий разговор со своим напарником или другими лицами; г) бросание велосипеда на мяч с целью задержать его.
Команда или игрок за неоднократное нарушение правил игры могут быть исключены из дальнейших соревнований. Если исключён один игрок, второй игрок команды не имеет права продолжать игру, в результате чего команде засчитывается поражение независимо от соотношения голов.

## Специальный велосипед
К велосипедам для игры в велобол предъявляются некоторые особые требования: подножки на колёсах запрещены, соотношение передней и задней шестерён должно быть 1:1, седло оттягивается как можно больше назад, что даёт больше свободы передвижения во время игры, а также служит для лучшего баланса. Руль приспособлен для игры с мячом передним колесом и даёт игроку большую возможность при ударе, также концы ручек руля заделываются резиновыми или деревянными пробками.

## Организация соревнований
Международная организация, занимающаяся организацией, управлением и распространения велобола является Международная ассоциация велоспорта International Cycling Union. В настоящее время она занимается ежегодными международными соревнованиями мирового масштаба: чемпионат мира, кубок Мира. Также каждый год, как правило весной, проводится Кубок Европы среди элитных команд по велоболу (по футбольной аналогии — бывший Кубок обладателей кубков).
Наиболее распространён велобол в Германии, Чехии, Швейцарии, Австрии, Франции, Бельгии, где проводятся национальные чемпионаты и кубки.

## Чемпионат Европы
Чемпионат Европы проводился три раза с 1927 по 1929 годы, а затем был заменён на Чемпионат мира.
| Год  | Город-организатор  | Чемпион Европы                             | 2. место                                | 3. место                                   |
| ---- | ------------------ | ------------------------------------------ | --------------------------------------- | ------------------------------------------ |
| 1927 | Кёльн, Германия    | Германия Георг и Вальтер Штольце           | Германия Вернер Эра Делль и Эмиль Шмидт | Германия Вильгельм Шрайбер и Евгений Блерш |
| 1928 | Дрезден, Германия  | Германия Георг и Вальтер Штольце           | Германия Вальтер Шульце и Уолтер Хас    | Германия Вильгельм Шрайбер и Евгений Блерш |
| 1929 | Страсбург, Франция | Германия Вильгельм Шрайбер и Евгений Блерш | Германия Георг и Вальтер Штольце        | Не разыгрывалось                           |

## Чемпионат Мира
Чемпионат Мира проходит каждый год с 1930 года. Первый чемпионами мира в 1930 году стал немецкий дуэт Карл Берндт и Вилли Шайбе
| Год                                                         | Город-организатор       | Чемпион Мира                                       | 2. место                                        | 3. место                                        |
| ----------------------------------------------------------- | ----------------------- | -------------------------------------------------- | ----------------------------------------------- | ----------------------------------------------- |
| 1930                                                        | Лейпциг, Германия       | Германия Карл Берндт и Вилли Шайбе                 | Германия Георг Гребе и Отто Пантле              | Франция Шарль и Филипп Вайхерт                  |
| 1931                                                        | Берн, Швейцария         | Германия Вильгельм Шрайбер и Ойген Блерш           | Швейцария Вальтер Остервальдер и Вальтер Габлер | Франция Шарль и Филипп Вайхерт                  |
| 1932                                                        | Страсбург, Франция      | Германия Вильгельм Шрайбер и Ойген Блерш           | Швейцария Вальтер Остервальдер и Вальтер Габлер | Франция Эрнест и Рене Хайц                      |
| 1933                                                        | Париж, Франция          | Германия Вильгельм Шрайбер и Ойген Блерш           | Швейцария Вальтер Остервальдер и Вальтер Габлер | Франция Шарль и Филипп Вайхерт                  |
| 1934                                                        | Лейпциг, Германия       | Германия Вильгельм Шрайбер и Ойген Блерш           | Швейцария Вальтер Остервальдер и Вальтер Габлер | Франция Шарль и Филипп Вайхерт                  |
| 1935                                                        | Антверпен, Бельгия      | Германия Вильгельм Шрайбер и Ойген Блерш           | Швейцария Вальтер Остервальдер и Вальтер Габлер | Франция Шарль и Филипп Вайхерт                  |
| 1936                                                        | Цюрих, Швейцария        | Германия Ойген Блерш и Густав Кёпинг               | Швейцария Вальтер Остервальдер и Вальтер Габлер | Франция Шарль и Филипп Вайхерт                  |
| 1937                                                        | Вена, Австрия           | Германия Вильгельм Шрайбер и Ойген Блерш           | Швейцария Вальтер Остервальдер и Вальтер Габлер | Франция Шарль и Филипп Вайхерт                  |
| 1938                                                        | Страсбург, Франция      | Германия Густав Кёпинг и Карл Шехтер               | Швейцария Вальтер Остервальдер и Вальтер Габлер | Франция Огюст Ферран и Альфред Дёлль            |
| 1946                                                        | Цюрих, Швейцария        | Швейцария Вальтер Остервальдер и Вальтер Габлер    | Франция Огюст Ферран и Альфред Дёлль            | Чехословакия Ярослав и Ян Новак                 |
| 1947                                                        | Париж, Франция          | Швейцария Вальтер Остервальдер и Якоб Энглер       | ЧехословакияФрантишек Седлачек и Богумил Данеш  | Бельгия Йозеф Рогге и Гастон Давос              |
| 1948                                                        | Прага, Чехословакия     | Чехословакия Франтишек Седлачек и Богумил Данеш    | Швейцария Вальтер Гебс и Отто Цоллет            | Франция Марсель Аманн и Жорж Эрц                |
| 1949                                                        | Копенгаген, Дания       | Швейцария Вальтер Гебс и Отто Цоллет               | Франция Огюст Ферран и Жорж Эрц                 | Чехословакия Франтишек Седлачек и Богумил Данеш |
| 1950                                                        | Льеж, Бельгия           | Швейцария Вальтер Остервальдер и Руди Брайтенмозер | Франция Марсель Аманн и Жорж Эрц                | Бельгия Густав Так и Альфонс Бултинк            |
| 1951                                                        | Милан, Италия           | Швейцария Вальтер Остервальдер и Руди Брайтенмозер | ФРГ Вилли и Руди Пенсель                        | Франция Марсель Аманн и Огюст Ферран            |
| 1952                                                        | Мондорф, Люксембург     | Швейцария Вальтер Остервальдер и Руди Брайтенмозер | ФРГ Вилли и Руди Пенсель                        | Франция Марсель Аманн и Огюст Ферран            |
| 1953                                                        | Цюрих, Швейцария        | Швейцария Вальтер Остервальдер и Руди Брайтенмозер | ФРГ Вилли и Руди Пенсель                        | Чехословакия Франтишек Седлачек и Ярослав Новак |
| 1954                                                        | Кёльн, ФРГ              | Швейцария Руди Брайтенмозер и Фриц Флахсманн       | ФРГ Вилли и Руди Пенсель                        | Чехословакия Франтишек Седлачек и Ярослав Новак |
| 1955                                                        | Милан, Италия           | ФРГ Вилли и Руди Пенсель                           | Чехословакия Франтишек Седлачек и Ярослав Новак | Швейцария Отто Цоллет и Фриц Флахсманн          |
| 1956                                                        | Копенгаген, Дания       | Швейцария Вальтер Остервальдер и Руди Брайтенмозер | ФРГ Вилли и Руди Пенсель                        | Чехословакия Ярослав Новак и Ярослав Бенеш      |
| 1957                                                        | Льеж, Бельгия           | ФРГ Вилли и Руди Пенсель                           | Швейцария Вальтер Гебс и Отто Цоллет            | ГДР Герд Мартин и Герхард Дегенкольб            |
| 1958                                                        | Карл Маркс Штадт, ГДР   | ГДР Герд Мартин и Герхард Дегенкольб               | Швейцария Руди Брайтенмозер и Жорж Линхард      | Франция Жан Вольф и Рене Боэглен                |
| 1959                                                        | Штутгарт, ФРГ           | ФРГ Карл и Оскар Бухгольц                          | ГДР Хайнц Шнайдер и Герхард Ландманн            | Чехословакия Зденек Бима и Любомир Шпахманн     |
| 1960                                                        | Мюлуз, Франция          | Швейцария Адольф и Эрвин Оберхенсли                | Франция Жан Вольф и Рене Боэглен                | ФРГ Тео Дрзевицки и Эрхард Штюбнер              |
| 1961                                                        | Санкт-Галлен, Швейцария | ФРГ Карл и Оскар Бухгольц                          | ГДР Герд Мартин и Герхард Дегенкольб            | ЧССР Йиндржих Поспишил и Ярослав Свобода        |
| 1962                                                        | Вена, Австрия           | ФРГ Карл и Оскар Бухгольц                          | ЧССР Йиндржих Поспишил и Ярослав Свобода        | Швейцария Руди Брайтенмозер и Жорж Линхард      |
| 1963                                                        | Базель, Швейцария       | ФРГ Карл и Оскар Бухгольц                          | Швейцария Адольф и Эрвин Оберхенсли             | ГДР Ханс и Дитер Штольце                        |
| 1964                                                        | Копенгаген, Дания       | ФРГ Карл и Оскар Бухгольц                          | ЧССР Йиндржих и Ян Поспишил                     | Франция Жан Вольф и Рене Боэглен                |
| 1965                                                        | Прага, ЧССР             | ЧССР Йиндржих и Ян Поспишил                        | ГДР Герд Мартин и Эрих Дусин                    | ФРГ Вернер Венцель и Гюнтер Биттендорф          |
| 1966                                                        | Кёльн, ФРГ              | ГДР Герд Мартин и Эрих Дусин                       | ФРГ Вернер Венцель и Гюнтер Биттендорф          | ЧССР Йиндржих и Ян Поспишил                     |
| 1967                                                        | Баден, Швейцария        | ФРГ Вернер Венцель и Гюнтер Биттендорф             | ЧССР Йиндржих и Ян Поспишил                     | ГДР Эрих Дусин и Эрих Эмде                      |
| 1968                                                        | Кассель, ФРГ            | ЧССР Йиндржих и Ян Поспишил                        | ГДР Ганс и Дитер Штольце                        | ФРГ Вернер Венцель и Гюнтер Биттендорф          |
| 1969                                                        | Эрфурт, ГДР             | ЧССР Йиндржих и Ян Поспишил                        | ФРГ Вольфганг Флаккус и Клаус Бернайс           | ГДР Эрих Дусин и Эрих Эмде                      |
| 1970                                                        | Острава, ЧССР           | ЧССР Йиндржих и Ян Поспишил                        | ФРГ Вольфганг Флаккус и Клаус Бернайс           | Швейцария Пауль Оберхенсли и Георг Майле        |
| 1971                                                        | Баден, Швейцария        | ЧССР Йиндржих и Ян Поспишил                        | ФРГ Вольфганг Флаккус и Клаус Бернайс           | Швейцария Петер Чопп и Бруно Мозер              |
| 1972                                                        | Оффенбург, ФРГ          | ЧССР Йиндржих и Ян Поспишил                        | ФРГ Вольфганг Флаккус и Клаус Бернайс           | Швейцария Йорг Остервальдер и Ханспетер Маурер  |
| 1973                                                        | Вена, Австрия           | ЧССР Йиндржих и Ян Поспишил                        | ФРГ Вольфганг Флаккус и Клаус Бернайс           | Швейцария Петер Чопп и Ремо Штюби               |
| 1974                                                        | Херлен, Голландия       | ЧССР Йиндржих и Ян Поспишил                        | ФРГ Вольфганг Флаккус и Клаус Бернайс           | Швейцария Пауль Оберхенсли и Георг Майле        |
| 1975                                                        | Гент, Бельгия           | ЧССР Йиндржих и Ян Поспишил                        | ФРГ Вольфганг Флаккус и Клаус Бернайс           | Швейцария Пауль Оберхенсли и Георг Майле        |
| 1976                                                        | Мюнстер, ФРГ            | ЧССР Йиндржих и Ян Поспишил                        | ФРГ Вольфганг Флаккус и Клаус Бернайс           | Швейцария Пауль Оберхенсли и Георг Майле        |
| 1977                                                        | Брно, ЧССР              | ЧССР Йиндржих и Ян Поспишил                        | ФРГ Гартмут Рецлафф и Райнер Вилль              | Швейцария Беат Вебер и Бруно Мозер              |
| 1978                                                        | Хернинг, Дания          | ЧССР Йиндржих и Ян Поспишил                        | Швейцария Пауль Оберхенсли и Георг Майле        | ФРГ Эрвин Шмитт и Клаус Шнайдер                 |
| 1979                                                        | Шильтигхейм, Франция    | ЧССР Йиндржих и Ян Поспишил                        | Швейцария Пауль Оберхенсли и Йорг Остервальдер  | Бельгия Эрик Так и Даниэль ван де Вельде        |
| 1980                                                        | Мёлин, Швейцария        | ЧССР Йиндржих и Ян Поспишил                        | Швейцария Пауль Оберхенсли и Йорг Остервальдер  | ФРГ Гартмут Рецлафф и Томас Штайнмайер          |
| 1981                                                        | Херлен, Голландия       | ЧССР Йиндржих и Ян Поспишил                        | Швейцария Пауль Оберхенсли и Йорг Остервальдер  | ФРГ Эрвин Шмитт и Клаус Шнайдер                 |
| 1982                                                        | Висбаден, ФРГ           | ( ФРГ Андреас и Томас Штайнмайер                   | ЧССР Йиндржих и Ян Поспишил                     | Швейцария Маркус и Луиджи Фои                   |
| 1983                                                        | Вена, Австрия           | ФРГ Андреас и Томас Штайнмайер                     | ЧССР Йиндржих и Ян Поспишил                     | Швейцария Петер Керн и Мартин Цинзер            |
| 1984                                                        | Шильтигхейм, Франция    | ЧССР Йиндржих и Ян Поспишил                        | Швейцария Пауль Оберхенсли и Йорг Остервальдер  | ФРГ Андреас и Томас Штайнмайер                  |
| 1985                                                        | Санкт-Галлен, Швейцария | ЧССР Йиндржих и Ян Поспишил                        | ФРГ Андреас и Томас Штайнмайер                  | Швейцария Пауль Оберхенсли и Йорг Остервальдер  |
| 1986                                                        | Генк, Бельгия           | ЧССР Йиндржих и Ян Поспишил                        | ФРГ Юрген и Вернер Кинг                         | Швейцария Петер Керн и Мартин Цинзер            |
| 1987                                                        | Хернинг, Дания          | ЧССР Йиндржих и Ян Поспишил                        | ФРГ Юрген и Вернер Кинг                         | Австрия Андреас Бёш и Манфред Шнайдер           |
| 1988                                                        | Людвигсхафен, ФРГ       | ЧССР Йиндржих и Ян Поспишил                        | ФРГ Манфред Гайлерт и Франк Мюллер              | Австрия Андреас Бёш и Жерно Фонтен              |
| 1989                                                        | Херлен, Голландия       | ЧССР Мирослав Бергер и Мирослав Кратохвил          | ФРГ Юрген и Вернер Кинг                         | Австрия Андреас Бёш и Манфред Шнайдер           |
| 1990                                                        | Брегенц, Австрия        | ФРГ Андреас и Томас Штайнмайер                     | ЧССР Мирослав Бергер и Мирослав Кратохвил       | Швейцария Андреас Мецгер и Улли Зутер           |
| 1991                                                        | Брно, ЧСФР              | Германия Юрген и Вернер Кинг                       | Швейцария Петер Керн и Марсель Боссхарт         | Бельгия Люк Мотте и Руди Ковент                 |
| 1992                                                        | Цюрих, Швейцария        | Германия Юрген и Вернер Кинг                       | Швейцария Петер Керн и Марсель Боссхарт         | ЧСФР Мирослав Бергер и Мирослав Кратохвил       |
| 1993                                                        | Гонконг                 | Швейцария Петер Керн и Марсель Боссхарт            | Австрия Марко Шаллерт и Райнхардт Шнайдер       | Германия Юрген и Вернер Кинг                    |
| 1994                                                        | Саарбрюккен, Германия   | Германия Юрген и Вернер Кинг                       | Чехия Мирослав Бергер и Мирослав Кратохвил      | Швейцария Петер Керн и Марсель Боссхарт         |
| 1995                                                        | Эпиналь, Франция        | Швейцария Петер Керн и Марсель Боссхарт            | Чехия Мирослав Бергер и Мирослав Кратохвил      | Бельгия Люк Мотте и Руди Ковент                 |
| 1996                                                        | Джохор-Бару, Малайзия   | Швейцария Петер Керн и Марсель Боссхарт            | Германия Михаэль и Сандро Ломусцио              | Австрия Рудольф Бём и Герберт Пишль             |
| 1997                                                        | Винтертур, Швейцария    | Швейцария Петер Керн и Марсель Боссхарт            | Чехия Павел Шмид и Олдржих Грох                 | Австрия Андреас Бёш и Жерно Фонтен              |
| 1998                                                        | Пршеров, Чехия          | Германия Йорг Латцель и Карстен Хорманн            | Чехия Мирослав Бергер и Мирослав Кратохвил      | Австрия Марко Шаллерт и Дитмар Шнайдер          |
| 1999                                                        | Мадейра, Португалия     | Швейцария Петер Иржичек и Кристоф Ори              | Австрия Марко Шаллерт и Дитмар Шнайдер          | Чехия Павел Шмид и Петр Скотак                  |
| 2000                                                        | Бёблинген, Германия     | Германия Михаэль и Сандро Ломусцио                 | Швейцария Петер Иржичек и Ханспетер Флахсманн   | Австрия Марко Шаллерт и Дитмар Шнайдер          |
| 2001                                                        | Каседа, Япония          | Германия Михаэль и Сандро Ломусцио                 | Австрия Марко Шаллерт и Дитмар Шнайдер          | Чехия Павел Шмид и Петр Скотак                  |
| 2002                                                        | Дорнбирн, Австрия       | Швейцария Петер Иржичек и Пауль Лозер              | Австрия Марко Шаллерт и Райнхард Шнайдер        | Чехия Павел Шмид и Петр Скотак                  |
| 2003                                                        | Шильтигхейм, Франция    | Чехия Мирослав Бергер и Иржи Грдличка              | Швейцария Петер Иржичек и Пауль Лозер           | Австрия Райнхард Шнайдер и Андреас Лубец        |
| 2004                                                        | Тата, Венгрия           | Чехия Павел Шмид и Петр Скотак                     | Швейцария Петер Иржичек и Пауль Лозер           | Австрия Симон Кёниг и Дитмар Шнайдер            |
| 2005                                                        | Фрайбург, Германия      | Германия Майк и Стив Пфаффенбергер                 | Чехия Мирослав Бергер и Иржи Грдличка           | Австрия Симон Кёниг и Дитмар Шнайдер            |
| 2006                                                        | Хемниц, Германия        | Германия Томас Абель и Кристиан Хесс               | Чехия Иржи Бём и Иржи Грдличка                  | Австрия Симон Кёниг и Дитмар Шнайдер            |
| 2007                                                        | Винтертур, Швейцария    | Германия Томас Абель и Кристиан Хесс               | Австрия Мартин Лингг и Маркус Брёль             | Швейцария Петер Иржичек и Тимо Райхен           |
| 2008                                                        | Дорнбирн, Австрия       | Чехия Радим Хасонь и Иржи Грдличка                 | Германия Томас Абель и Кристиан Хесс            | Австрия Симон Кёниг и Дитмар Шнайдер            |
| 2009                                                        | Тавира, Португалия      | Швейцария Петер Иржичек и Марсель Вальдишпюхль     | Германия Маттиас Кёниг и Уве Бернер             | Австрия Симон Кёниг и Дитмар Шнайдер            |
| 2010                                                        | Штутгарт, Германия      | Германия Маттиас Кёниг и Уве Бернер                | Швейцария Петер Иржичек и Марсель Вальдишпюхль  | Австрия Патрик Шнетцер и Дитмар Шнайдер         |
| 2011                                                        | Кагосима, Япония        | Австрия Патрик Шнетцер и Дитмар Шнайдер            | Швейцария Роман Шнайдер и Доминик Планцер       | Германия Роман Мюллер и Марко Россманн          |
| 2012                                                        | Ашаффенбург, Германия   | Швейцария Доминик Планцер и Роман Шнайдер          | Австрия Дитмар Шнайдер и Патрик Шнетцер         | Германия Марко Россманн и Йенс Крихбаум         |
| 2013                                                        | Базель, Швейцария       | Австрия Маркус Брёль и Патрик Шнетцер              | Германия Марко Россманн и Йенс Крихбаум         | Швейцария Доминик Планцер и Роман Шнайдер       |
| 2014                                                        | Брно, Чехия             | Австрия Маркус Брёль и Патрик Шнетцер              | Швейцария Доминик Планцер и Роман Шнайдер       | Чехия Павел Шмид и Петр Скотак                  |
| 2015                                                        | Джохор-Бару, Малайзия   | Австрия Маркус Брёль и Патрик Шнетцер              | Швейцария Доминик Планцер и Роман Шнайдер       | Франция Бенжамен Майер и Кентен Сифрид          |
| 2016                                                        | Штутгарт, Германия      | Австрия Маркус Брёль и Патрик Шнетцер              | Швейцария Доминик Планцер и Роман Шнайдер       | Германия Герхард и Бернд Млади                  |
| 2017                                                        | Дорнбирн, Швейцария     | Германия Герхард и Бернд Млади                     | Австрия Маркус Брёль и Патрик Шнетцер           | Швейцария Доминик Планцер и Роман Шнайдер       |
| 2018                                                        | Льеж, Бельгия           | Австрия Маркус Брёль и Патрик Шнетцер              | Германия Герхард и Бернд Млади                  | Швейцария Пауль Лозер и Роман Шнайдер           |
| 2019                                                        | Базель, Швейцария       | Австрия Маркус Брёль и Патрик Шнетцер              | Германия Герхард и Бернд Млади                  | Чехия Иржи Грдличка и Павел Лоскот              |
| В 2020 году чемпионат не проводился из-за пандемии COVID-19 |                         |                                                    |                                                 |                                                 |
| 2021                                                        | Штутгарт, Германия      | Германия Герхард и Бернд Млади                     | Швейцария Северин и Беньямин Вайбель            | Австрия Патрик Шнетцер и Штефан Фойрштайн       |
| 2022                                                        | Гент, Бельгия           | Австрия Патрик Шнетцер и Штефан Фойрштайн          | Германия Герхард и Бернд Млади                  | Швейцария Северин и Беньямин Вайбель            |

## Кубок Мира
Кубок Мира (UCI Worldcup) проходит каждый год с 2002 года, между лучшими клубными велосипедными командами, как правило проводятся 8 этапов в течение календарного года, по результатам которых отбирается 8 лучших команд. В финальном турнире 10 команд (8 лучших + 2 по приглашению) определяют обладателя Кубка Мира.
| Год  | Место и дата проведения финала | Обладатель Кубка Мира                      | 2. место                                        | 3. место                                |
| ---- | ------------------------------ | ------------------------------------------ | ----------------------------------------------- | --------------------------------------- |
| 2002 | Бёблинген , 08.02.2003         | Хёкст (Марко Шаллерт и Райнхард Шнайдер)   | Брно 2 (Мирослав Бергер и Йири Хрдлика)         | Брно 1 (Павел Шмид и Петр Шкотак)       |
| 2003 | Фридрихсхафен 07.02.2004       | Брно 2 (Мирослав Бергер и Йири Хрдлика)    | Винтертур (Питер Йирицек и Поль Лозер)          | Эдерслебен (Майк и Стив Пфаффенбергер)  |
| 2004 | Бесвайлер 12.03.2005           | Зангерхаузен (Майк и Стив Пфаффенбергер)   | Брно 1 (Павел Шмид и Петр Шкотак)               | Брно 2 (Мирослав Бергер и Йири Хрдлика) |
| 2005 | Обер-Ольм 01.04.2006           | Хёкст 1 (Симон Кёниг и Дитмар Шнайдер)     | Винтертур (Питер Йирицек и Поль Лозер)          | Брно 2 (Мирослав Бергер и Йири Хрдлика) |
| 2006 | Брно 10.03.2007                | Хехтсхайм (Томас Абель и Кристиан Хесс)    | Брно 1 (Павел Шмид и Йири Бём)                  | Брно 2 (Мирослав Бергер и Йири Хрдлика) |
| 2007 | Дорнбирн 08.03.2008            | Альтдорф (Роман Шнайдер и Доминик Планцер) | Хехтсхайм (Томас Абель и Кристиан Хесс)         | Эберштадт (Холгер и Йенс Крикбаум)      |
| 2008 | Офтринген 14.03.2009           | Гертринген (Маттиас Кёниг и Уве Бернер)    | Винтертур (Питер Йирицек и Марсель Вальдишпюль) | Хёкст (Симон Кёниг и Дитмар Шнайдер)    |
| 2009 | Хемниц 13.03.2010              | Альтдорф (Роман Шнайдер и Доминик Планцер) | Эренберг (Рико Радеман и Майк Пфаффенбергер)    | Хёкст (Симон Кёниг и Флориан Фишер)     |
| 2010 | Отроковице 04.12.2010          | Гертринген (Маттиас Кёниг и Уве Бернер)    | SC Свитавка (Радим Хасон и Йири Хрдлика)        | Гинсхайм (Марко Россман и Роман Мюллер) |
| 2011 | Мюхельн 03.12.2011             | Эберштадт (Холгер и Йенс Крикбаум)         | Хёкст 2 (Дитмар Шнайдер и Патрик Шнетцер)       | Гертринген (Маттиас Кёниг и Уве Бернер) |
| 2012 | Зангерхаузен 08.12.2012        |                                            |                                                 |                                         |